# SELEX Sistemi Integrati
Die SELEX Sistemi Integrati S.p.A. war ein italienisches Rüstungs- und Elektronikunternehmen der Finmeccanica-Gruppe. Es produzierte vor allem Flugsicherungsanlagen und Sensoren für militärische und zivile Zwecke.
Am 1. Januar 2013 ging SELEX Sistemi Integrati mit SELEX Galileo anderen SELEX-Tochterunternehmen von Finmeccanica in Selex Electronic Systems oder kurz Selex ES auf, letzteres dann am 1. Januar 2016 in Leonardo-Finmeccanica (heute Leonardo S.p.A.).

## Geschichte
SELEX Sistemi Integrati war über 50 Jahre unter verschiedenen Namen in mehr als 150 Ländern aktiv.
Im Jahr 1952 gründeten Finmeccanica und Raytheon in Fusaro bei Neapel das Unternehmen Microlambda, welches in Lizenz Radargeräte baute. 1956 entstand in Rom mit Mitteln des Energieversorgers Edison das Elektronikunternehmen SINDEL, zu dem etliche Ingenieure von Microlambda wechselten. 1960 gründeten Finmeccanica (40 %), Raytheon (40 %) und Edison (20 %) durch die Fusion von Microlambda und SINDEL die Firma Selenia. In den folgenden Jahrzehnten etablierte sich Selenia auf dem Weltmarkt als Hersteller von Radaranlagen und anderen Sensoren für Streitkräfte.
1990 fusionierte Selenia mit Aeritalia zum damals führenden italienischen Luft-, Raumfahrt- und Rüstungskonzern Alenia. Die Luft- und Raumfahrtaktivitäten wurden einige Jahre später bei Alenia Aerospazio gebündelt, aus der dann Alenia Aeronautica und Thales Alenia Space hervorgingen. Die übrigen Rüstungs- und Elektronikaktivitäten gingen an Alenia Difesa. Im Jahr 1998 entstand aus Alenia Difesa und der britischen GEC-Marconi das anglo-italienische Unternehmen Alenia Marconi Systems (AMS). 2005 beschlossen die Mutterkonzerne Finmeccanica und BAE Systems die Auflösung des Gemeinschaftsunternehmens, das in der Folge größtenteils von Finmeccanica übernommen wurde. Aus AMS-Teilen in Großbritannien und Italien entstanden SELEX-Unternehmen, darunter SELEX Sistemi Integrati.
Auf Grund dieser historischen Entwicklung trugen etliche Produkte, die bis 2015 von SELEX Sistemi Integrati oder Selex ES angeboten oder gewartet werden, ältere Firmenbezeichnungen wie Selenia, Alenia oder Alenia Marconi Systems. Dies ist beispielsweise hin- und wieder auch bei den Radargeräten RAT 31DL und RAT 31SL der Fall. Seit dem 1. Januar 2016 werden diese ehemaligen SELEX-Produkte direkt von Leonardo angeboten oder gewartet.

## Niederlassungen
Die 4500 Mitarbeiter von SELEX Sistemi Integrati arbeiteten in der Zentrale in Rom, in den italienischen Niederlassungen in Fusaro, Giugliano in Campania, Genua, La Spezia und Tarent, sowie bei den Tochterunternehmen in Deutschland (SELEX Systems Integration GmbH – SELEX Gematronik in Neuss-Rosellen, Wetterradare), Großbritannien (SELEX Systems Integration Ltd, Welwyn Garden City) und in den USA (SELEX Systems Integration Inc, Overland Park).